# Комсомольское сельское поселение (Воронежская область)
Комсомольское сельское поселение — муниципальное образование в Рамонском районе Воронежской области.
Административный центр — посёлок Комсомольский.

## География
Сельское поселение расположено в северной части района. Муниципальное образование на севере граничит с Липецкой областью, на востоке поселение граничит с Карачунским и Берёзовским сельскими поселениями; на юге и востоке с Горожанским сельским поселением.

## Населённые пункты
В состав поселения входят:
- посёлок Комсомольский,
- деревня Емань,
- деревня Князево,
- посёлок Петровское,
- посёлок Сергеевское.

## Экономика
Основновной сферой экономической деятельности Комсомольского сельского поселения является сельское хозяйство, которое представлено двумя крупными предприятиями: ООО НПКФ «Агротех Гарант Березовский» и ООО «Придонье».

## Социальная сфера

### Образование
На территории Комсомольского сельского поселения функционируют 2 общеобразовательные школы, обе на 250 мест.

### Здравоохранение
На территории Комсомольского сельского поселения находятся два фельдшерско-акушерских пункта в поселке Комсомольский и деревне Князево.

## Население
| 2010  | 2012  | 2013  | 2014  | 2015  | 2016  | 2017  |
| ----- | ----- | ----- | ----- | ----- | ----- | ----- |
| 1758  | ↗1765 | ↗1775 | ↗1785 | ↘1770 | ↗1797 | ↗1820 |
| 2018  |       |       |       |       |       |       |
| ↗1841 |       |       |       |       |       |       |